# デューセンバーグ
| [[ファイル:{{{2}}}\|{{{3}}}px\|]] |  | [[ファイル:{{{4}}}\|{{{5}}}px\|]] |
|                                   |  |                                   |

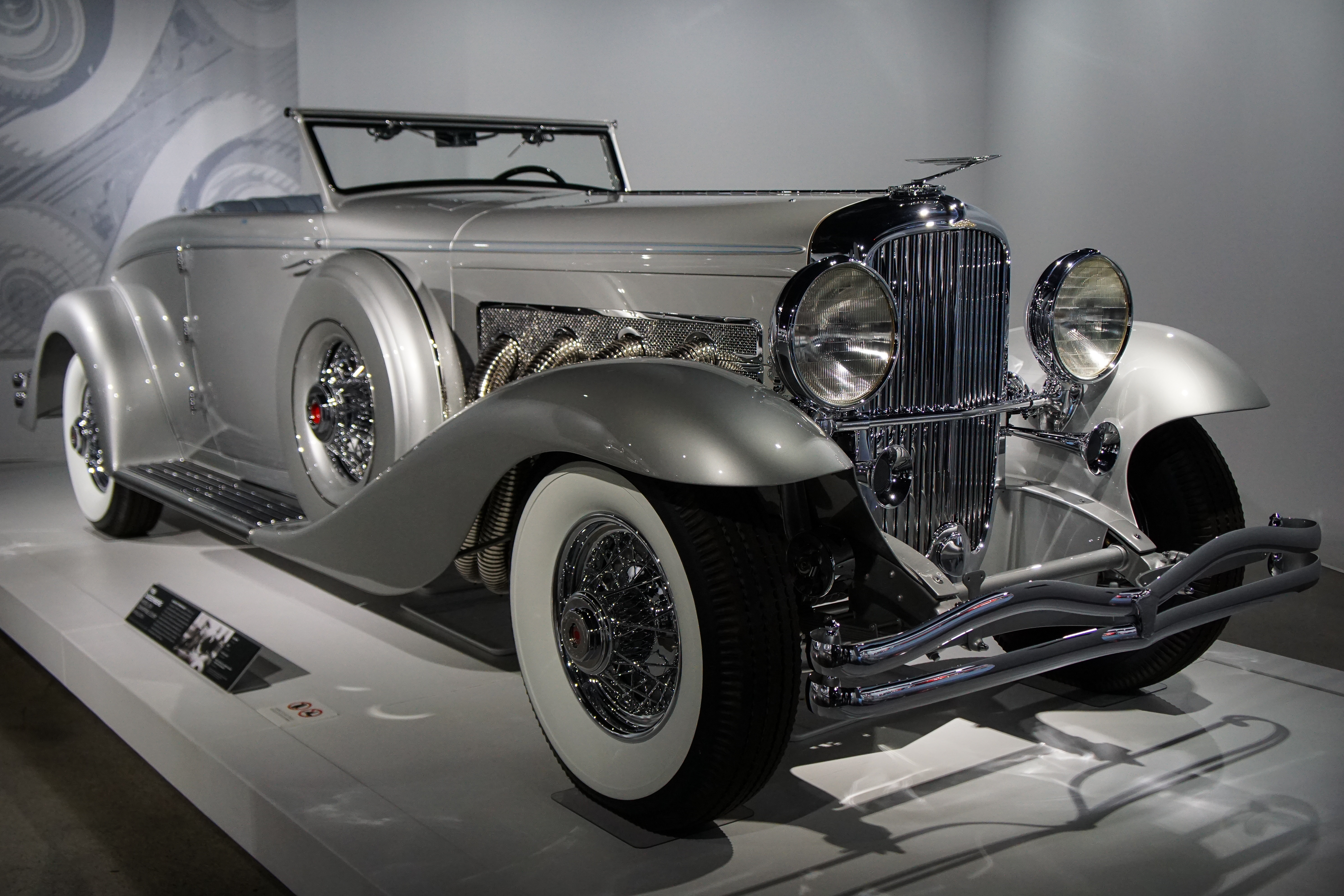
モデルSJ（1933年）

デューセンバーグ（Duesenberg ）は1910年代から1937年にかけて存在したアメリカの高級車メーカーおよびそのブランド名。

## 歴史
1913年、ドイツからの移民の息子として生まれたフレッドとオーガストのデューセンバーグ兄弟は、スポーツカーの製造を目的にミネソタ州セントポールでデューセンバーグ・モーター社を設立した。1885年にドイツで開発されたガソリン自動車に魅せられたデューセンバーグ兄弟は独学で自動車設計の技術を習得、多くの実験的な機構を備えた世界有数の高性能車を手造りで送り出していく。

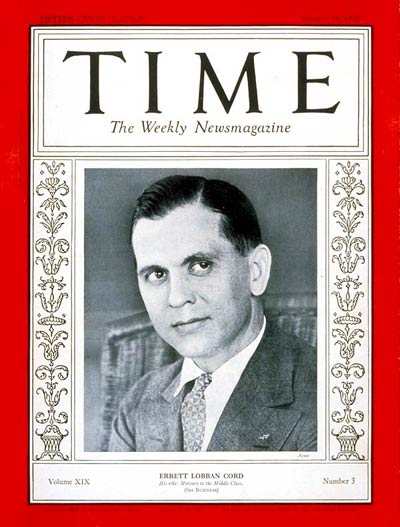
エレット・ロバン・コード(1932年TIME誌)

1914年、デューセンバーグはエディ・リッケンバッカーをドライバーとしてインディ500に初参戦、この時は10位に終わったものの、デューセンバーグは1924年、1925年そして1927年にインディ500を制覇している。1923年にはデューセンバーグがインディ500のセーフティカーに指定された。1921年にはル・マンで開かれたフランスグランプリでジミー・マーフィーをドライバーとしたデューセンバーグが優勝した。これはアメリカ勢初の優勝となる。
アメリカが第一次世界大戦に参戦する前年にあたる1916年にデューセンバーグ社はニュージャージー州エリザベスに移転。合衆国政府と練習機用エンジン納入の契約を交わした。
合衆国が大戦に参戦後、練習機エンジン製造の実績を買われたデューセンバーグ社にフランスのブガッティ社が開発したV型16気筒・900馬力の航空エンジンの国産化という難題が舞い込む。デューセンバーグ社は苦心の末、ブガッティエンジンの国産化を成し遂げたものの生産が軌道に乗った途端に終戦。わずか40基の航空エンジンを生産したのみに終わったという。
1922年、デューセンバーグ社はインディアナポリスにまたも移転、直列8気筒のSOHCエンジン、世界初の油圧ブレーキ導入といった数々の新機軸を盛り込んだ『モデルA』を発売したが、当時アメリカで2番目に高価な車種だった『モデルA』は思ったほど売れ行きが伸びず、1926年、コード社・オーバーン社など複数の自動車メーカーを経営していた実業家エレット・ロバン・コードに買収された。
コード傘下に入ったデューセンバーグ社は1928年のニューヨーク自動車ショーで新車種『モデルJ』を発表した。コードに買収されるまでデューセンバーグはブガッティやベントレーの影響を受けた新車種『モデルX』の開発をしていたもののコードはこれに満足せず、「アメリカで一番大きく、高速で、高価で、品質の良い」車を目指した結果生まれたのが『モデルJ』であり、『狂乱の20年代』を象徴する豪華車だった。『モデルJ』のエンジンは当時はレーシングカーにしか採用されていなかったDOHCが採用され、給・排気ともに2つのバルブ（つまり1気筒あたり4つのバルブ）を備えた排気量7リッター、265馬力を誇り、3トンもある車体を最高時速192km（トップギア時）という高速で引っ張った。このエンジンは加速力もすさまじく、停止状態から時速160kmに達するまでわずか21秒しかかからなかったという。
クラーク・ゲーブルやゲイリー・クーパー、グレタ・ガルボ、ウィンザー公など多くの有名人が愛用していたデューゼンバーグはこの時代の高級車の通例に漏れず、デューセンバーグ社はシャーシーのみを顧客に販売、顧客は自分の好みに合わせて、コーチビルダーにボディを架装させた上で納品されるというシステムだったため同じ車種といえど2台と同じデューセンバーグは存在しなかった。
ちなみに『モデルJ』の価格はシャーシーのみで8,500ドル（現在の100,000ドル相当）で、ボディまで含めると20,000ドル近くの代金が必要だった。当時の代表的大衆車フォード・モデルAの価格が500ドルだった時代の話である。
1932年には『モデルJ』のエンジンにスーパーチャージャーを搭載し、320馬力・最高時速208kmまで威力を高めた『モデルSJ』が発売されたものの、オーナーであるエレット・ロバン・コードの破産によって1937年にデューセンバーグはその歴史に幕を降ろした。

## 復活の試み
デューセンバーグ社が倒産した後も、その名声を惜しみ復活の試みが繰り返されることになる。1947年、オーガスト・デューセンバーグはキャブレターではなく燃料噴射装置を採用した大型8気筒車を設計する。これが実現すれば、1954年のメルセデス・ベンツ・300SLに先駆け世界初の燃料噴射装置搭載車になるはずだったが、計画倒れに終わってしまった。
1966年にはフレッド・デューセンバーグの息子、フリッツ・デューセンバーグを中心にしたデューセンバーグ復活プロジェクトが立ち上がる。この時はヴァージル・エクスナーがデザインを担当し、クライスラー製のエンジンを搭載した試作車を作る所までこぎつけたものの本格的な生産に至る前に新デューセンバーグ社は倒産した。
3度目のデューセンバーグ復活プロジェクトは、メルセデス・ベンツ・CLクラスのプラットフォームを採用し2007年の発売を目指して開発が続いていたが、2008年のリーマン・ショックの余波によって挫折している。
このような動きを見てもわかる通り、倒産してから70年以上過ぎた現在もデューセンバーグはヴィンテージカーの象徴として人々の記憶に残り続けており、現存するデューセンバーグの車がオークションなどにかけられた場合、程度の良いものになると100万ドル以上の値がつくことも珍しくない。